# داریوش شولتیسیک
داریوش شولتیسیک (انگلیسی: Darius Scholtysik؛ زادهٔ ۴ اوت ۱۹۶۶) بازیکن فوتبال اهل آلمان است.
از باشگاه‌هایی که در آن بازی کرده‌است می‌توان به اشپورت فقاند زیگن، باشگاه فوتبال اوردینگن ۰۵، باشگاه فوتبال آینتراخت برانشوایگ، و باشگاه فوتبال آرمینیا بیله‌فلد اشاره کرد.